# Kertzfeld
Kertzfeld es una localidad y comuna francesa, situada en el departamento de Bajo Rin en la región de Alsacia.
| 770 | 770 | 812 | 831 | 947 | 1121 |
| Para los censos de 1962 a 1999 la población legal corresponde a la población sin duplicidades (Fuente: INSEE [Consultar]) |     |     |     |     |      |